# Dominus Iesus
 (septembre 2021).
 (septembre 2021).
- Si vous ne connaissez pas le sujet, laissez ce bandeau (vous pouvez alors contacter les auteurs).
- Si vous supprimez le contenu mis en cause (vous pouvez préalablement contacter les auteurs),

argumentez précisément cette suppression dans la page de discussion
(un manque de référence n'est pas un argument ; une recherche réelle de référence doit avoir été effectuée, être formellement documentée).

Dominus Iesus (« le Seigneur Jésus » en latin) est une déclaration de la Congrégation pour la doctrine de la foi sur l'unicité et l'universalité de Jésus-Christ et de l'Église catholique. Elle a été approuvée par le pape Jean-Paul II le 16 juin 2000 et publiée le jour de la fête de la Transfiguration (6 août) en 2000. Le document est signé par le préfet et par le secrétaire de la Congrégation à l'époque, respectivement Joseph Ratzinger (futur pape Benoît XVI) et Tarcisio Bertone.

## Révélation complète et définitive
L'objet de la déclaration est de rappeler aux fidèles, aux théologiens et aux évêques de l'Église catholique certains contenus dogmatiques essentiels : le relativisme en matière de religion s'oppose aux doctrines de la révélation du Christ, de l'Écriture, et de l'unité du Verbe incarné et du Saint-Esprit, de la médiation salvifique et de la subsistance de la seule Église catholique.
Les doctrines à réfuter sont l'éclectisme théologique, le subjectivisme religieux, l'agnosticisme théologique, et l'opposition que l'on a bâtie entre l'Orient et l'Occident. Pour remédier à tous ces problèmes, il faut reconnaître la complétude de l'Évangile de Jésus-Christ.
La thèse qui soutient que Jésus n'a pas annoncé une révélation complète est donc jugée contraire à la doctrine de l'Église. Cette thèse a pour origine l'idée qu'aucune religion ni même celle de Jésus-Christ ne pourrait être comprise par personne. Cela est donc en contradiction radicale avec les affirmations de la foi.

## Logos incarné et Saint-Esprit dans le salut
La déclaration met en garde tous les théologiens qui ne voient pas en Jésus Christ la seule et unique incarnation du Logos divin. Le néo-arianisme pose en effet un double rôle du Père et du Fils, qu'il généralise à toutes les traditions religieuses.
Pour combattre ces déformations théologiques, la déclaration propose de s'en remettre au concile de Nicée et au concile de Chalcédoine, qui définissent la foi trinitaire. Il est dit que le nominalisme contemporain a créé de fausses distinctions entre le Verbe et le Logos.

## Unicité du mystère
Le catéchisme définit la foi comme une adhésion personnelle, un don de grâce, un accueil de la vérité, une vertu surnaturelle, un abandon libre et entier à Dieu. La foi théologale doit alors être fermement distinguée des croyances des autres religions non dogmatiques.
La déclaration réaffirme ensuite la nécessité de croire en la doctrine de l'unicité de l'économie salvifique du Dieu Un et Trine. L'Évangile de Jean et les Épîtres aux Corinthiens offrent un support biblique à cette doctrine. Tout aussi importante est la doctrine voulant que la communion de l'Esprit-Saint soit un événement trinitaire.
La congrégation rappelle que le qualificatif de textes inspirés est réservé aux livres dits canoniques. L'Église reconnaît les apports spirituels des autres religions mais se garde évidemment d'affirmer que les textes de toutes les religions sont inspirés divinement.
Doctrinalement, cela veut dire que Jésus-Christ exerce une fonction sotériologique unique sur le plan humain. Tous les espoirs de la civilisation convergent vers le seul et unique Dieu, objet de l'histoire, début et fin, Alpha et Oméga (cf. Ap 22,13).

## Unicité et unité de l'Église
Le qualificatif Sponsa Christi rappelle le caractère inséparable de l'Église et de son Sauveur. Le salut continue dans l'Église et à travers l'Église. La tête et le corps ne pouvant être confondus, il subsiste ce qui est appelé « Christ total ».
Croire en l'unicité de l'Église fondée par le Christ est proclamé nécessaire à la foi catholique. Tous les fidèles sont tenus de professer la continuité historique entre l'Église instituée par le Christ et l'Église catholique. L'expression subsistit in formulée par le concile Vatican II devient alors importante pour le dialogue œcuménique.
Par la validité de leur succession apostolique et de leurs sacrements, les évêques orthodoxes sont indirectement mais étroitement unis à l'Église catholique.

## L'Église: Royaume de Dieu et Royaume du Christ
La mission de l'Église est d'annoncer le Royaume du Christ à toutes les nations. Elle est signe parce qu'elle est appelée à annoncer et bâtir. L'action du Christ s'exerce toutefois en dehors des limites visibles de l'Église. Le régnocentrisme, théocentrisme et l'ecclésiocentrisme sont condamnés au profit d'un équilibre durable entre le Royaume de Dieu, le Royaume du Christ et l'Église.
Toutes les autres religions contiennent des « parcelles » de vérité qui ont toujours Dieu pour origine, mais elles n'ont pas l'efficacité salvifique sacramentelle ex opere operato. De ces croyances naissent des erreurs et des superstitions qui constituent un obstacle au salut. L'avènement de la foi n'enlève en rien la considération et le respect que l'Église porte aux autres religions, mais elle exclut seulement la mentalité relativiste et indifférentiste.